# 天主教恩布教區
天主教恩布教區（拉丁語：Dioecesis Embuensis）是肯亞一個羅馬天主教教區，屬涅里總教區。
教區成立於1986年6月9日，位於恩布縣。2004年有328,000名教友（佔轄區總人口60.5%）、十六個堂區、五十五名司鐸。現任教區主教為保祿·卡里烏基·恩吉魯。